# Fanny Chmelar
Fanny Chmelar (Weilheim in Oberbayern, 31 ottobre 1985) è un'ex sciatrice alpina tedesca specialista dello slalom speciale.

## Biografia

### Stagioni 2001-2009
Nata a Weilheim in Oberbayern ma residente a Garmisch-Partenkirchen e attiva in gare FIS dal dicembre del 2000, la Chmelar esordì in Coppa Europa il 21 dicembre 2002 a Zwiesel, piazzandosi 32ª in slalom gigante. Il 15 dicembre 2005 colse in Val di Zoldo il suo primo podio nel circuito continentale, arrivando 3ª in slalom speciale, e nella medesima specialità esordì in Coppa del Mondo il 29 dicembre successivo, quando prese parte alla gara di Lienz senza però qualificarsi per la seconda manche.
Ottenne i primi punti in Coppa del Mondo il 22 gennaio 2006 con il 20º posto nella supercombinata di Sankt Moritz; il 24 febbraio seguente vinse a Vrátna la sua prima gara di Coppa Europa, uno slalom speciale. Nel 2007 prese parte ai Mondiali di Åre, sua prima presenza iridata, arrivando 21ª nella prova di supercombinata, mentre nel 2009 viene convocata per quelli di Val-d'Isère, dove si piazzò 8ª in slalom speciale. Il 13 marzo 2009 ottenne il suo unico podio in Coppa del Mondo, giungendo 2ª nello slalom speciale di Åre.

### Stagioni 2010-2013
Ai XXI Giochi olimpici invernali di Vancouver 2010, sua unica partecipazione olimpica, l'atleta bavarese non completò la prova di slalom speciale. L'anno dopo disputò i suoi ultimi Mondiali, Garmisch-Partenkirchen 2011, piazzandosi 15ª nello slalom speciale, e vinse la classifica di slalom speciale della Coppa Europa 2010-2011, dopo aver tra l'altro vinto nella medesima specialità la sua seconda e ultima gara nel circuito, il 21 gennaio a Melchsee-Frutt.
Il 18 marzo 2012 a Courmayeur salì per l'ultima volta sul podio in Coppa Europa (3ª in slalom speciale) e si ritirò dalla Coppa del Mondo il 20 marzo 2013, alla fine della prima manche dello slalom speciale di Ofterschwang; per l'occasione, sopra la tuta indossò un gonnellino rosa. Disputò la sua ultima gara in carriera, uno slalom speciale valido come gara militare, il 28 marzo seguente a La Clusaz.

## Palmarès

### Coppa del Mondo
- Miglior piazzamento in classifica generale: 41ª nel 2009
- 1 podio
  - 1 secondo posto

### Coppa Europa
- Miglior piazzamento in classifica generale: 4ª nel 2006
- Vincitrice della classifica di slalom speciale nel 2011
- 12 podi:
  - 2 vittorie
  - 4 secondi posti
  - 6 terzi posti

#### Coppa Europa - vittorie
| Data             | Località       | Paese      | Specialità |
| ---------------- | -------------- | ---------- | ---------- |
| 24 febbraio 2006 | Vrátna         | Slovacchia | SL         |
| 21 gennaio 2011  | Melchsee-Frutt | Svizzera   | SL         |

Legenda:

SL = slalom speciale

### Nor-Am Cup
- Miglior piazzamento in classifica generale: 70ª nel 2012
- 1 podio:
  - 1 terzo posto

### Australia New Zealand Cup
- Miglior piazzamento in classifica generale: 28ª nel 2009
- 1 podio:
  - 1 terzo posto

### Campionati tedeschi
- 13 medaglie[3]:
  - 4 ori (supercombinata nel 2008; supergigante, slalom speciale, supercombinata nel 2009)
  - 3 argenti (slalom speciale nel 2006; discesa libera nel 2008; slalom speciale nel 2011)
  - 6 bronzi (supergigante nel 2004; discesa libera nel 2005; discesa libera, slalom speciale nel 2007; slalom speciale nel 2008; slalom gigante nel 2009)